# 魔法の言葉 (清木場俊介の曲)
「魔法の言葉」（まほうのことば）は、清木場俊介の12枚目のシングルである。

## 概要
前作「JET」以来約1年ぶりのリリースで、3ヶ月連続リリース第1弾となるシングル。
この楽曲のミュージック・ビデオは、ドキュメンタリーMV"宇部三部作"の第一部「回帰疾走篇」にあたる。PVの舞台は、清木場の地元山口県宇部市で、清木場の母親や清木場が通っていた中学校の生活指導をしていた教師が出演している。
2010年10月11日付のオリコン週間シングルランキングで10位を記録した。

## 収録曲
全曲 作詞：清木場俊介 / 作曲：川根来音 / 編曲：弥吉淳二
1. 魔法の言葉 [4:14]
テレビ朝日『Future Tracks→R』2010年10月度マンスリートラック
清木場は「新しいながらどこか懐かしさがある。」「今だから唄えるロック」「30歳になって初めて出すシングルとして相応しい。」とコメントしている[6]。
2. なつかしい夢 [4:09]
ノスタルジックな印象を持たせた楽曲[7]。アルバム未収録。
3. 魔法の言葉 -instrumental [4:10]

## 参加ミュージシャン
- 清木場俊介：Vocal, Chorus
- 村石雅行：Drums
- 小池ヒロミチ：Bass
- 弥吉淳二：Electric Guitar, Acoustic Guitar
- 染谷俊：Organ, Piano

## 収録アルバム
魔法の言葉
- ROCK&SOUL
- ROCK&SOUL 2010-2011 LIVE
- ROLLING MY WAY -2011年9月30日 at Zepp Sendai-
- 唄い屋・REMIXES Vol.1（aran REMIX）[8]